# Nati nel 1920/Agosto
| Questa pagina contiene informazioni ricavate automaticamente dalle voci biografiche con l'ausilio del template Bio e di un bot. L'aggiornamento è periodico e automatico e ricostruisce completamente la pagina. Se manca una persona in questa lista, sei pregato di non aggiungerla, ma accertati piuttosto che la sua voce biografica contenga il template Bio e che i dati anagrafici siano correttamente compilati. Se il template Bio manca, inseriscilo tu stesso o, in alternativa, metti l'avviso {{tmp\|Bio}} che ne segnala la mancanza. Se i dati riportati sono sbagliati, correggi direttamente la voce biografica; le modifiche saranno visibili in questa lista entro pochi giorni. Per chiarimenti vedi il progetto biografie. La lista contiene solo le 176 persone che sono citate nell'enciclopedia e per le quali è stato implementato correttamente il template Bio. Pagina aggiornata al 10 mag 2025. |

- 1º agosto - Angiolo Gracci, partigiano, politico e avvocato italiano († 2004)
- 1º agosto - Bent Hansen, economista danese († 2002)
- 1º agosto - Henrietta Lacks, statunitense († 1951)
- 1º agosto - Samuel Lee, tuffatore statunitense († 2016)
- 1º agosto - Cleanto Marcon, militare italiano († 2011)
- 1º agosto - Thomas McGuire, militare e aviatore statunitense († 1945)
- 1º agosto - Panos Papadopulos, attore greco († 2001)
- 1º agosto - Ugo Piccinini, militare italiano († 1942)
- 1º agosto - José Salah, pallanuotista cileno
- 1º agosto - Fausto Saraceni, produttore cinematografico, regista e sceneggiatore italiano († 2000)
- 1º agosto - Zhou Xuan, cantante e attrice cinese († 1957)
- 2 agosto - Gastone Belotti, musicologo italiano († 1985)
- 2 agosto - Mary Boyce, iranista e storica delle religioni britannica († 2006)
- 2 agosto - Marija Bursać, partigiana jugoslava († 1943)
- 2 agosto - Pietro Cocolin, arcivescovo cattolico italiano († 1982)
- 2 agosto - Eros Macchi, regista televisivo italiano († 2007)
- 2 agosto - Theo Marcuse, attore statunitense († 1967)
- 2 agosto - Louis Pauwels, giornalista e scrittore francese († 1997)
- 2 agosto - František Štěpán, calciatore cecoslovacco († 2007)
- 3 agosto - Wilf Grant, allenatore di calcio e calciatore inglese († 1990)
- 3 agosto - P. D. James, scrittrice, funzionaria e politica britannica († 2014)
- 3 agosto - Maria Karnilova, attrice, cantante e ballerina statunitense († 2001)
- 3 agosto - Marilyn Maxwell, attrice statunitense († 1972)
- 3 agosto - William "Rip" Robertson, agente segreto statunitense († 1970)
- 3 agosto - Alexander Schure, imprenditore, regista cinematografico e produttore cinematografico statunitense († 2009)
- 4 agosto - Renato Degli Esposti, politico italiano († 1997)
- 4 agosto - Francesco Dulbecco, politico italiano († 1999)
- 4 agosto - Giulietta Fibbi, politica, sindacalista e partigiana italiana († 2018)
- 4 agosto - Helen Thomas, giornalista, opinionista e scrittrice statunitense († 2013)
- 5 agosto - Silvio Antonini, politico italiano († 1986)
- 5 agosto - John Sharp, attore britannico († 1992)
- 5 agosto - Mickey Shaughnessy, attore statunitense († 1985)
- 5 agosto - George Tooker, pittore statunitense († 2011)
- 6 agosto - Aimone Balbo Di Vinadio, politico italiano († 2003)
- 6 agosto - Dante Castellucci, partigiano italiano († 1944)
- 6 agosto - Selma Diamond, attrice e scrittrice canadese († 1985)
- 6 agosto - Arcangelo Mandarino, magistrato italiano († 1991)
- 6 agosto - Ella Raines, attrice statunitense († 1988)
- 6 agosto - Franco Rodano, politico, politologo e filosofo italiano († 1983)
- 6 agosto - Jean de Heinzelin, geologo belga († 1998)
- 7 agosto - Françoise Adret, ballerina, coreografa e insegnante francese († 2018)
- 7 agosto - Mario Astorri, calciatore e allenatore di calcio italiano († 1989)
- 7 agosto - Antonín Bradáč, calciatore cecoslovacco († 1991)
- 7 agosto - Glauco Della Porta, economista e politico italiano († 1976)
- 7 agosto - Edward Klabiński, ciclista su strada polacco († 1997)
- 7 agosto - Josef Musil, calciatore austriaco († 2005)
- 7 agosto - Natale Rauty, ingegnere e storico italiano († 2014)
- 7 agosto - Ali Wali, politico e ingegnere egiziano
- 8 agosto - Edoardo Balduzzi, psichiatra italiano († 2013)
- 8 agosto - Fred Campbell, cestista, allenatore di pallacanestro e giocatore di baseball statunitense († 2008)
- 8 agosto - Leo Chiosso, autore televisivo e drammaturgo italiano († 2006)
- 8 agosto - Alfred Hause, violinista, arrangiatore e direttore d'orchestra tedesco († 2005)
- 8 agosto - Marino di Teana, scultore italiano († 2012)
- 8 agosto - Jerónimo José Podestá, vescovo cattolico argentino († 2000)
- 8 agosto - Iginio Rigato, arbitro di calcio italiano († 1993)
- 8 agosto - Jimmy Witherspoon, cantante statunitense († 1997)
- 9 agosto - Enzo Biagi, giornalista, scrittore e conduttore televisivo italiano († 2007)
- 9 agosto - Waldemar Esteves da Cunha, showman brasiliano († 2013)
- 9 agosto - Milton George Henschel, predicatore statunitense († 2003)
- 9 agosto - Allen Hoskins, attore statunitense († 1980)
- 9 agosto - Albert Jones, astronomo neozelandese († 2013)
- 9 agosto - Irmgard Praetz, lunghista tedesca († 2008)
- 10 agosto - Forman S. Acton, informatico statunitense († 2014)
- 10 agosto - Gastone Canessa, pittore italiano († 1975)
- 10 agosto - Red Holzman, cestista, allenatore di pallacanestro e dirigente sportivo statunitense († 1998)
- 10 agosto - Aharon Megged, scrittore e drammaturgo israeliano († 2016)
- 10 agosto - Orfeo Pianelli, imprenditore e dirigente sportivo italiano († 2005)
- 10 agosto - Dermot Sheriff, cestista irlandese († 1993)
- 10 agosto - Glauco Vanz, calciatore italiano († 1986)
- 11 agosto - Bette Cooper, modella statunitense († 2017)
- 11 agosto - Giuseppe De Gregorio, pittore italiano († 2007)
- 11 agosto - Chuck Rayner, hockeista su ghiaccio canadese († 2002)
- 11 agosto - Odile Speed, pittrice britannica († 2007)
- 12 agosto - Luigi Gentile, militare e aviatore italiano († 1960)
- 12 agosto - Charles Gibson, storico e etnologo statunitense († 1985)
- 12 agosto - Manuel Ledesma, cestista cileno († 2001)
- 12 agosto - Percy Mayfield, cantante statunitense († 1984)
- 12 agosto - Carlo Rebella, ciclista su strada italiano († 2002)
- 12 agosto - Mario Rotili, politico, storico e bibliotecario italiano († 1981)
- 13 agosto - Neville Brand, attore statunitense († 1992)
- 13 agosto - Marcel Buysse, ciclista su strada belga († 2016)
- 13 agosto - Ugo Giavitto, militare italiano († 1941)
- 13 agosto - Jean Marcel Honoré, cardinale e arcivescovo cattolico francese († 2013)
- 13 agosto - Benedetto Ippolito Maffeis, militare e partigiano italiano († 1943)
- 13 agosto - Vittorio Santini, militare italiano († 2012)
- 14 agosto - Strahinja Alagić, cestista e allenatore di pallacanestro jugoslavo († 2002)
- 14 agosto - Francisco Boix, fotoreporter spagnolo († 1951)
- 14 agosto - Gorham Getchell, cestista, allenatore di pallacanestro e giocatore di football americano statunitense († 1980)
- 15 agosto - Charlie Butler, cestista statunitense († 2014)
- 15 agosto - Francesco Cazzulini, militare italiano († 1943)
- 15 agosto - Costantino di Baviera, nobile tedesco († 1969)
- 15 agosto - Golden Frinks, attivista statunitense († 2004)
- 15 agosto - Huntz Hall, attore statunitense († 1999)
- 15 agosto - Janusz Nasfeter, regista e sceneggiatore polacco († 1998)
- 15 agosto - Dina Sassoli, attrice italiana († 2008)
- 15 agosto - Raymond-Marie Tchidimbo, arcivescovo cattolico guineano († 2011)
- 16 agosto - Micheline Bardin, ballerina e cantante francese († 2014)
- 16 agosto - Charles Bukowski, poeta e scrittore statunitense († 1994)
- 16 agosto - Spartaco Bulgarelli, calciatore italiano
- 16 agosto - Pietro Dentella, calciatore italiano
- 16 agosto - Piero Maronati, calciatore e allenatore di calcio italiano
- 16 agosto - Ronald Pope, artista e scultore inglese († 1997)
- 16 agosto - Edilio Tarantino, annunciatore televisivo e giornalista italiano († 2009)
- 16 agosto - Aurelio Verra, partigiano e scrittore italiano († 2006)
- 17 agosto - Donald Buka, attore statunitense († 2009)
- 17 agosto - Maureen O'Hara, attrice irlandese († 2015)
- 17 agosto - Secondo Rossi, calciatore e allenatore di calcio italiano († 2018)
- 18 agosto - Elio Guzzanti, medico e politico italiano († 2014)
- 18 agosto - Mateo Nicoláu, calciatore argentino († 2005)
- 18 agosto - Idea Vilariño, poetessa, saggista e critica letteraria uruguaiana († 2009)
- 18 agosto - Shelley Winters, attrice statunitense († 2006)
- 19 agosto - Fortunato Maninetti, canottiere italiano († 1997)
- 19 agosto - Giorgio Melchiori, critico letterario, traduttore e saggista italiano († 2009)
- 19 agosto - Francisco Virgos Baello, calciatore spagnolo († 2000)
- 20 agosto - Aldo Bertoluzza, storico italiano († 2007)
- 20 agosto - Alberto Gallo, calciatore argentino
- 20 agosto - Arrigo Guerci, militare, aviatore e partigiano italiano († 1944)
- 20 agosto - John Hargis, cestista statunitense († 1986)
- 20 agosto - Wanda Sciaccaluga, ballerina e attrice italiana († 2001)
- 20 agosto - Vincentas Sladkevičius, cardinale e arcivescovo cattolico lituano († 2000)
- 20 agosto - István Szívós, pallanuotista e allenatore di pallanuoto ungherese († 1992)
- 21 agosto - Alfredo Balducci, drammaturgo italiano († 2011)
- 21 agosto - José Cerviño Cerviño, vescovo cattolico spagnolo († 2012)
- 21 agosto - Don Edward Fehrenbacher, storico statunitense († 1997)
- 21 agosto - Ugo Guerra, sceneggiatore e produttore cinematografico italiano († 1982)
- 21 agosto - Christopher Robin Milne, scrittore britannico († 1996)
- 21 agosto - Bruno Ziz, calciatore e allenatore di calcio italiano († 1981)
- 22 agosto - Enrico Accatino, pittore e scultore italiano († 2007)
- 22 agosto - Olle Åhlund, calciatore e allenatore di calcio svedese († 1996)
- 22 agosto - Philip Barker, archeologo britannico († 2001)
- 22 agosto - Ugo Bellocchi, storico, giornalista e bibliotecario italiano († 2011)
- 22 agosto - Alberto Boscolo, medievista italiano († 1987)
- 22 agosto - Ray Bradbury, scrittore e sceneggiatore statunitense († 2012)
- 22 agosto - Jorge Canavesi, cestista e allenatore di pallacanestro argentino († 2016)
- 22 agosto - Denton Cooley, cardiochirurgo statunitense († 2016)
- 22 agosto - Gene Davis, pittore statunitense († 1985)
- 22 agosto - Adolf Reeb, militare tedesco († 1944)
- 22 agosto - Houshang Seyhoun, pittore, scultore e architetto iraniano († 2014)
- 22 agosto - Ruggero Tomaselli, botanico italiano († 1982)
- 23 agosto - Leo Marini, cantante e attore argentino († 2000)
- 23 agosto - Lionel Smith, calciatore inglese († 1980)
- 24 agosto - Alex Colville, pittore canadese († 2013)
- 24 agosto - Jean Desailly, attore francese († 2008)
- 24 agosto - Ermes Farina, partigiano e ingegnere italiano († 2006)
- 25 agosto - Gustavo De Meo, politico italiano († 2010)
- 25 agosto - Leonard Gaskin, contrabbassista statunitense († 2009)
- 25 agosto - Vytautas Kulakauskas, cestista sovietico († 2000)
- 25 agosto - Ali Yata, attivista e politico marocchino († 1997)
- 26 agosto - Richard Bellman, matematico statunitense († 1984)
- 26 agosto - Novella Cantarutti, poetessa e scrittrice italiana († 2009)
- 26 agosto - Brant Parker, disegnatore statunitense († 2007)
- 26 agosto - Alberte Pullman, chimica francese († 2011)
- 26 agosto - Silvio Rispoli, calciatore italiano († 2007)
- 26 agosto - Piero Sensi, chimico italiano († 2013)
- 26 agosto - Prem Tinsulanonda, politico e generale thailandese († 2019)
- 26 agosto - Ernesto Treccani, pittore italiano († 2009)
- 27 agosto - Mario Baldassarri, matematico italiano († 1964)
- 27 agosto - Maria Curcio, pianista e musicologa italiana († 2009)
- 27 agosto - Médico Asesino, wrestler e attore messicano († 1960)
- 27 agosto - Henri Meert, calciatore belga († 2006)
- 27 agosto - Eugenio Santoro, scultore e pittore italiano († 2006)
- 28 agosto - Jaime de Almeida, calciatore e allenatore di calcio brasiliano († 1973)
- 28 agosto - Giorgio Bocca, scrittore, giornalista e partigiano italiano († 2011)
- 28 agosto - Raymond Cicurel, musicista e filosofo egiziano († 2008)
- 28 agosto - Giorgio Consolini, cantante italiano († 2012)
- 28 agosto - Federico Pietro Mignani, politico italiano († 1996)
- 28 agosto - Bob Tough, cestista e allenatore di pallacanestro statunitense († 1999)
- 29 agosto - Press Maravich, cestista e allenatore di pallacanestro statunitense († 1987)
- 29 agosto - Serafim Neves, calciatore e allenatore di calcio portoghese († 1989)
- 29 agosto - Charlie Parker, sassofonista e compositore statunitense († 1955)
- 30 agosto - Giovanni Carandente, critico d'arte e collezionista d'arte italiano († 2009)
- 30 agosto - Massimiliano Pavan, storico italiano († 1991)
- 30 agosto - Ali Sabri, politico e militare egiziano († 1991)
- 31 agosto - Sergio Antonielli, scrittore, critico letterario e italianista italiano († 1982)
- 31 agosto - David Lowell Rich, regista statunitense († 2001)
- 31 agosto - G.D. Spradlin, attore e regista statunitense († 2011)